# Capo Boeo

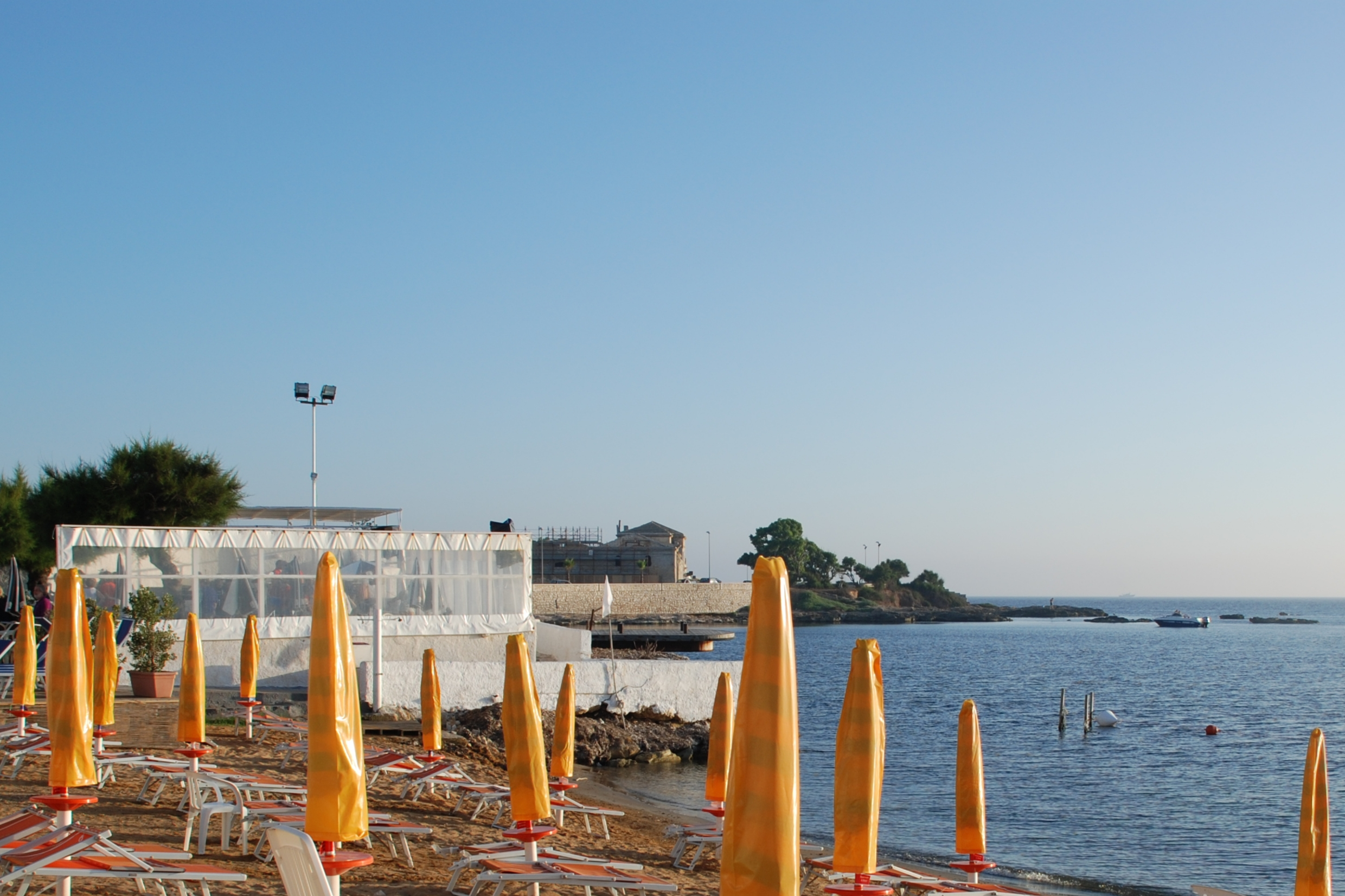
Touristenstrand mit Kap Boeo im Hintergrund

Capo Boeo, auch Capo Lilibeo genannt, im Deutschen als Kap Boeo bezeichnet, ist ein Kap im Westen der Insel Sizilien. Das Kap liegt im Stadtgebiet von Marsala und bildet zusammen mit Capo Peloro und Capo Pachino eine ebene und flache, nur 5 Meter über dem Meeresspiegel liegende Landzunge.
Als Kap Boeo wird auch eine Ausgrabungsstätte punischer, griechischer und römischer Siedlungen sowie der größten Nekropole Siziliens bezeichnet.

## Kap
Das Kap wird durch einen etwa 40 Meter langen spitz zulaufenden Felsen gebildet, der seitlich steil zum Meer hin abfällt. Die Spitze des Kaps ist der westlichste Punkt der Insel Sizilien.

## Ausgrabungsstätte
An der Nordwest- und der Südwestseite grenzt das Gebiet ans Mittelmeer und an seiner Südostseite an die heutige Stadt Marsala. Nach Nordosten hin war das Gebiet unbebaut und ging in landwirtschaftlich genutzte Flächen über.
Um 400 v. Chr. entstand eine erste Siedlung städtischen Charakters, nachdem man das Siedlungsgebiet bei Mozia aufgegeben hatte. Für die hier siedelnden Phönizier war dies der wichtigste Vorposten für die Überfahrten vom nur 140 km entfernten nordafrikanischen Karthago. Die Größe und Macht dieser Stadt verdeutlicht der gescheiterte Versuch Dionysios’ 368 v. Chr., nach seinen Eroberungen von Selinunt, Entella und Eryx und mit einer Gefolgschaft von 30.000 Fußsoldaten, 3000 Reitern und 300 Kriegsschiffen die Lilybaion genannte Stadt (römisch später: Lilybaeum) zu belagern. Bis weit nach dem Fall Karthagos (146 v. Chr.) war die Stadt eine prosperierende Gemeinschaft. Cicero, der 75 v. Chr. Quaestor in Lilybaeum war und dessen Karriere hier begann, berichtet von „splendidissima civitas Lilybitana“. Besonders wichtig für die Stadt war natürlich ihr Hafen, der sowohl von Cicero als auch in Inschriften auf dem Grabungsfeld erwähnt wurde.
Der Ort ist heutzutage bis auf einige Weinlager aus dem 18. und 19. Jahrhundert sowie das Kirchlein San Giovanni al Boeo unbebaut, nachdem sich erst Mitte des 16. Jahrhunderts die dauerhafte Besiedlung hinter die Stadtmauer auf das Gebiet der heutigen Bebauungsgrenze Marsalas verlagert hatte. Das größte der heute dort noch bestehenden Gebäude ist das des Museo Archeologico Baglio Anselmi, wo sich seit 1986 auch der Sitz der Ausgrabungsleitung befindet. Dieses Museum zeigt neben den umfangreichen regionalen Funden auch ein in den 1970er Jahren im Mittelmeer gefundenes punisches Schiff in seinen Originalabmessungen. Es ist das einzige Kriegsschiff, das nach wissenschaftlichen Kriterien restauriert wurde.
Die 30 ha große archäologische Ausgrabungsstätte wurde 1939 unter Kulturschutz gestellt. Früheste archäologische Grabungen wurden in der zweiten Hälfte des 19. Jahrhunderts durchgeführt. Aus dieser Zeit sind antike sichtbare Bausubstanzen belegt, die wahrscheinlich zu Turmresten und Befestigungsmauern gehört haben, die durch Küstenerosion und Geringschätzung verloren gingen. Die 1883 vorgenommenen Grabungen wurden zwar dokumentiert und archiviert, aber nie publiziert.
Grundlage aller heutigen Forschungen sind Luftaufnahmen von 1963 von Giulio Schmiedt (* 1912), der die historische Bedeutung erkannte. Zur besseren Unterstützung wurden in den Jahren 1999/2000 zusätzlich geomagnetische Prospektionen durchgeführt.

## Nekropole
Nahe der heutigen Ortslage von Salinella nordöstlich vom antiken Lilybaeum befindet sich die ehemalige Totenstadt, die davon durch den Stadtgraben getrennt war. Von allen auf Kap Boeo wissenschaftlich untersuchten Aspekten gelten die der Nekropole aufgrund der Fortschritte der 1990er und 2000er Jahre als die besterforschten. Mittelfester Kalkstein im Untergrund erleichterte den Bau der Grabanlagen. Die Nekropole ist über viele Jahrhunderte benutzt worden.
Es gab sowohl Leichenbestattungen als auch Bestattungsurnen, oft gemischt in einer Grabkammer. Die Gräber der punischen Zeit sind überwiegend in Nord-Süd-Ausrichtung angelegt. Drei unterschiedliche Grabtypen lassen sich unterscheiden:
1. Einfacher, rechteckiger Graben oder Gruft mit vertikalem Schacht ist nach heutigem Erkenntnisstand die häufigste Beisetzungsmethode. Die durchschnittliche Größe beträgt 2 × 0,7 × 0,1 m (Länge × Breite × Tiefe).
2. Am Schachtgrund ein oder zwei sich gegenüberliegende Grabkammern. Diese Kammern sind rechteckig oder trapezförmig ausgearbeitet Die Wände lassen sowohl Arbeitsspuren als auch Dekorationen erkennen.
3. Einfache Gruft oder Schacht ohne Grabkammern. Maximale Tiefe zwei Meter.

Es ist heute festzustellen, dass die Grüfte zum Teil mehrfach benutzt worden sind, wahrscheinlich für Mitglieder der gleichen Familie. Die Urnen waren sehr unterschiedlich gestaltet: zum Teil in Amphorenform, als einfache Terrakottavasen oder rechteckige Kästen mit Satteldach, manche mit Akroterien geschmückt. Als Grabbeigaben wurden Salbgefäße, Öllampen, Paterae, kleinere Krüge, später auch Toilettenartikel wie Spiegel, Scheren, Schaber, Parfümflaschen usw. gefunden.
In römischer Zeit haben sich sowohl die parallele Anwendung von Erd- und Feuerbestattung, die architektonische Form als auch die Art der Grabbeigaben erhalten.
Einen besonderen Stellenwert hat die Gruft von Crispia Salvia. Sie wurde erst um 1990 gefunden und gilt als einzigartig. Die Wände der unterirdischen, 5 × 5 Meter großen Gruft sind umfangreich mit figürlichen Szenen und Dekorationselementen bemalt. Die lebhaften und intensiven Farben in gelb und rot kontrastieren besonders gut mit den weiß und blau gehaltenen übrigen Wandflächen. Den Eingangsstufen gegenüberliegend sind zwei geflügelte Figuren dargestellt, die eine Girlande halten. Daneben befindet sich eine in die Wand eingelassene Tontafel mit einer lateinischen Widmungsschrift, in der einer 45-jährigen Ehefrau nach fünfzehn Ehejahren „libenti animo“ gehuldigt wird.
Die Gruft liegt zehn in den Tuffstein gehauene Treppenstufen tief und enthält sechs Bestattungsnischen, die in die Wände eingearbeitet sind, zwei davon bilden Arkosolien, vier sind rechteckig geformt. Aufgrund der Gestaltung und Beschaffenheit der Tontafel dürfte die Bestattung auf das ausgehende 2. oder beginnende 3. Jahrhundert nach Christus zu datieren sein. Die Arkosolien sind sicher späteren Datums, wie auch ein weiterer, außerhalb liegender Arkosol, der ins 4. Jahrhundert bestimmt worden ist.